# Sanguinario

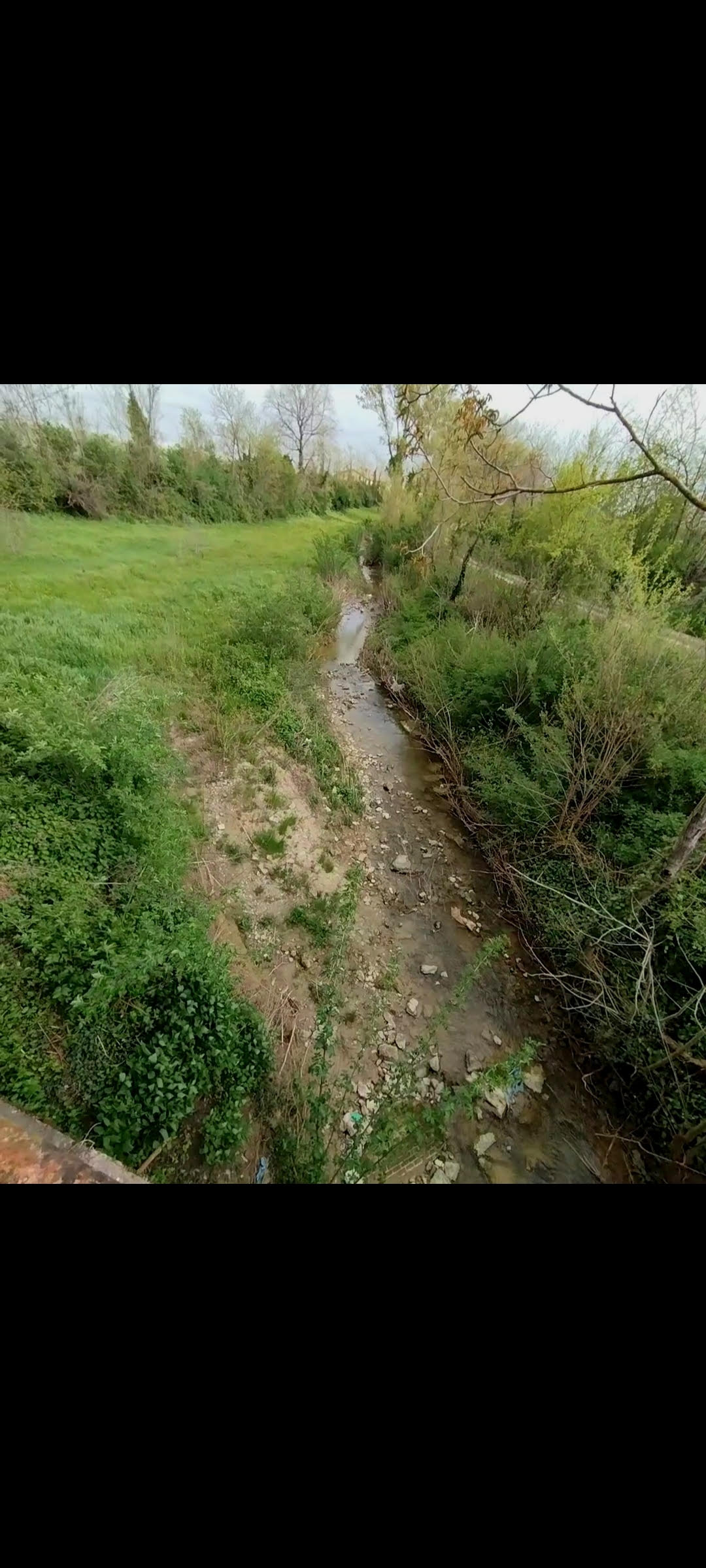
Rio Sanguinario nei pressi di Zello

Il rio Sanguinario è un piccolo corso d'acqua dell'Appennino imolese, affluente di destra del Santerno.
Per tutto il suo corso delimita il confine tra le province di Bologna e di Ravenna, cosa che farà poi il Santerno una volta ricevutolo. Nasce nelle colline del comune di Riolo Terme, a circa 210 metri; segue poi un percorso abbastanza lineare verso nord fino a gettarsi nel fiume Santerno nei pressi di Castel Nuovo, frazione del comune di Solarolo.
Il rio Sanguinario deriva il suo sinistro nome dal fatto che nella zona che percorre, tra Imola e Faenza, si combatterono svariate aspre battaglie; in particolare quelle che videro combattersi faentini e bolognesi da una parte e imolesi e ravennati dall'altra, nel 1138, furono talmente sanguinarie che l'acqua fu "colorata di rosso", secondo i racconti dell'epoca.